# Okrug Detva
Okrug Detva (slovački: Okres Detva) nalazi se u središnjoj Slovačkoj u Banskobistričkom kraju.  U okrugu živi 30 380 stanovnika, dok je gustoća naseljenosti 67,64 stan/km². Ukupna površina okruga je 449,14 km². Glavni grad okruga Detva je istoimeni grad Detva s 13 523 stanovnika.

## Stanovništvo
| Godina:     | 1994.  | 2004.   | 2014.   | 2024.   |
| ----------- | ------ | ------- | ------- | ------- |
| Broj ljudi: | 34 200 | 33 173  | 32 632  | 30 380  |
| Razlika:    |        | −3,00 % | −1,63 % | −6,90 % |

| Godina:     | 2023.  | 2024.   |
| ----------- | ------ | ------- |
| Broj ljudi: | 30 562 | 30 380  |
| Razlika:    |        | −0,59 % |

## Gradovi
- Detva
- Hriňová

## Općine
- Detvianska Huta
- Dúbravy
- Horný Tisovník
- Klokoč
- Korytárky
- Kriváň
- Látky
- Podkriváň
- Slatinské Lazy
- Stará Huta
- Stožok
- Vígľaš
- Vígľašská Huta-Kalinka